# Pic de Sant Bertomieu
El pic de Sant Bertomieu (o en francès Saint-Barthélemy) és un cim dels Pirineus de 2 348 m situat al departament de l'Arieja. És la segona muntanya més alta del massís de Taba, després del pic de Solarac (2 368 m).

## Toponímia
El pic de Sant Bertomieu ha estat anomenat d'altres maneres al llarg del temps: Tava (en occità llatinitzat, 1075, 1295), Mountanha dé Taba (en occità, 1350), Taburus Montis (en llatí, 1540), Tabe (en francès, 1609), Tabor (en francès, 1609, 1639, 1737…), montagne d'Appy (en francès 1783).
Sempre hi ha hagut la tendència d'utilitzar el nom del pic per anomenar el massís sencer, per un fenomen de confusió onomàstica. Avui en dia el massís és anomenat encara de tres maneres diferents: massís de Taba, muntanya de Taba o massís de Sant Bertomieu. El pic, a més, és conegut amb els noms següents: pic de Sant Bertomieu (o Saint-Barthélemy), que és el nom oficial utilitzat en les ciències (sobretot en cartografia) i muntanya de Taba, utilitzat localment de manera habitual.
La denominació pic de Sant Bertomieu data de finals del segle XVII o principis del xviii. La primera aparició coneguda es troba a la memòria de Maraldi, amb la forma Montagne de S. Barthelemi. Aquesta denominació aplicada al pic sembla copiar una denominació prèvia dels seus estanys, que el 1639 apareixen amb la forma d'étangs de Saint-Barthélemy. Aquesta denominació del 1639 és la primera aparició d'aquest nom com a topònim al massís.

## Geografia

### Accés
- Per l'estació d'esquí dels Monts d'Olmes (al NW, 3h de camí) via la Font de la Lauzate i el coll de Girabal.
- Pel poble d'Api (al SW, 3h de camí) via la Jasse de Sédars i el coll de Girabal
- Pel llac de Moulzoune (al N, 4h de camí) via les mines de Fangas, Riplemoche i les crestes de Pibert.
- Per la vall del Lasset des de Montsegur (al NW) via les Gourgs (llacs) i el coll del Trou de l'Ors.
- Per la pedrera de talc de Trimouns (a l'E) pel coll de la Peira i el pic de Solarac.[3]

### Topografia
El pic de Sant Bertomieu, contràriament al seu veí el pic de Solarac, amb pendents molt escarpades, s'eleva amb quatre crestes herbades amb un pendent relativament suau. A l'est hi ha el coll del Trou de l'Ors, que porta fins al pic de Solarac (a 820 m de distància en línia recta), i a l'oest hi ha el coll de Girabal (1 996 m). Al sud, el pendent baixa suaument vers el pic dels Bugarels, mentre que al nord hi ha la cresta principal, en direcció al roc de la Gorga (1 818 m) i del Planas.